# TubeMaster
TubeMaster++ est un logiciel libre permettant de capturer des fichiers vidéo ou audio au format FLV, MP3, MP4, MOV à partir de divers sites internet (YouTube, Dailymotion, Google, et bien d'autres) en écoutant les protocoles HTTP et RTMP. Ce logiciel permet également de convertir le format FLV - norme utilisée sur les pages web - en format AVI, MP3, compatible iPod & PSP, VCD, SVCD, WMV et des dizaines d'autres formats. Des parties du projet FFmpeg sont intégrées pour la conversion et la lecture des flux audio et vidéo.

## Spécifications
- Licence : Logiciel libre
- Date : 20/12/2010
- Dernière Version : 2.7
- Taille : ~10,00 MB
- Dossier d'installation Taille : 10,0 MB
- Taille du fichier d'exécution : 1,24 MB
- Auteur : GgSofts
- Système d'exploitation : Win 95/98/2000/Me/NT/XP/Vista/7 | Linux
- Langues disponibles : Arabe, Bosnien, Brésilien, Catalan, Chinois Simplifié/Traditionnel, Danois, Néerlandais, Alsacien, Anglais, Français, Allemand, Grec, Hongrois, Italien, Coréen, Polonais, Portugais, Russe, Slovaque, Espagnol, Suédois, Turc, Vietnamien, Japonais.